# Крижані Вовки
Хокейний клуб «Крижані Вовки» — український професійний хокейний клуб з м. Київ, Україна. Заснований у 2017 році в м. Бровари. Виступає в Українській хокейній лізі. Проводить домашні матчі на льодовій арені «Шалетт».
Офіційні кольори клубу синій та білий.

## Історія
Хокейний клуб «Вовки» заснований в Броварах у 2017 році на базі відділення хокею Броварського вищого училища фізичної культури. Клуб повністю функціонує на приватних засадах та працює за рахунок спонсорської підтримки.
Перед початком першого для команду сезону в Українській хокейній лізі не було ясності з льодовою ареною, де будуть проходити домашні матчі. Розглядалися варіанти з ТРЦ «Термінал» (Бровари), СК «АТЕК» (Київ) та Льодовою ареною «Світанок» у селі Ковалівка Васильківського району. Клуб зупинився на варіанті з ТРЦ «Термінал» у рідному місті.
Перший матч в Українській хокейній лізі ХК «Вовки» зіграли 13 вересня 2017 року з ХК «Донбас».
Влітку 2018 року команда зробила ребрендинг, змінивши назву на «Крижані Вовки». Також з переїздом до Києва вовки отримали нову арену на вул. Шалетт. Ця точка стала відправною для київського клубу.
Починаючи з сезону 2018/19 «Крижані Вовки» готують вихованців ДЮСШ «Крижинка» до участі у дорослому чемпіонаті, надаючи юним гравцям можливість виступати в Українській хокейній лізі в складі основної команди.
У сезонах 2017/18 та 2018/19 гравці «Крижаних Вовків» Соломон Шапіро та Кирило Фроленко взяли участь у спеціальному проекті Української хокейної ліги та телеканалу XSPORT «Як я став хокеїстом». У циклі передач хокеїсти розповіли про свої перші хокейні кроки, перших тренерів та початок професійної кар'єри.
У сезоні 2018/19 президент клубу Андрій Хапков [Архівовано 19 січня 2019 у Wayback Machine.] був заявлений у складі команди, як воротар. Таким чином Андрій Хапков став першим граючим очільником клубу в Українській хокейній лізі. Всього у воротах «Крижаних Вовків» Хапков провів 62 хвилини, відбивши 75% кидків та отримавши коефіцієнт корисності 9.53.
У травні 2019 року капітан киян Сергій Мікульчик провів серію майстер-класів для вихованців дитячо-юнацьких спортивних шкіл. Гравці шістьох клубів УХЛ показали дітям секрети своєї професійної майстерності, а також допомогли їм краще володіти ключкою.
Перед стартом сезону 2019/20 «Крижані Вовки» підписали контракт з  шведським гравцем Антоном Рудгордом [Архівовано 6 листопада 2019 у Wayback Machine.]. Цей хокеїст став першим в історії українського хокею шведським легіонером.
Сезон 2019/20 «Крижані Вовки» розпочали з домашньої перемоги над харківським МХК «Динамо» з рахунком 6:4.

## Домашня арена
До ребрендинга ХК «Крижані Вовки» проводив домашні матчі на арені ТРЦ «Термінал». Ця арена була першим в Україні льодово-спортивним комплексом для масового катання площею 1 800 м². Зал глядачів на 1500 місць і ВІП-ложа для тренерів і суддів. Льодова арена відкрита і для всіх любителів катання на ковзанах і пропонує на прокат ковзани, є камери схову та інструктори[джерело?].
2018 року після ребрендинга «Крижані вовки» переїхали на нову арену за адресою: Київ, вул. Міста Шалетт, 6. Тут 390 сидячих місць, площа льодового поля становить 1800 м².
Цю арену команда ділить разом із ДЮСШ «Крижинка», яка допомогла клубу не тільки з домашньою ареною, але і комплектуванням складу. Київський професійний клуб дав можливість юним гравцям виступати на дорослому рівні в чемпіонаті Української хокейної ліги.

## Результати по сезонах
Джерела:.
Скорочення: І = Ігри, В = Виграші, ВО = Виграші не в основний час гри, ПО = Поразки не в основний час гри, П = Поразки, ГЗ = Голів забито, ГП = Голів пропущено, О = Очки
| Сезон     | Клуб                   | Ліга | І  | В | ВО | ПО | П  | ГЗ | ГП  | О  | Місце   | Плей-оф |
| 2017-2018 | «Вовки» (Бровари)      | УХЛ  | 40 | 3 | 0  | 0  | 37 | 98 | 294 | 9  | 6-е з 6 | —       |
| 2018-2019 | «Крижані Вовки» (Київ) | УХЛ  | 40 | 3 | 0  | 2  | 35 | 79 | 244 | 10 | 6-е з 6 | —       |

## Склад команди
Основні скорочення:
А — асистент, К — капітан, Л — ліва, П — права, ЛК — лівий крайній, ПК — правий крайній, Ц — центровий,  — травмований.
| Воротарі | Воротарі        | Воротарі | Воротарі        | Воротарі           |
| Країна   | Гравець         | Захват   | Дата народження | Місце народження   |
| -------- | --------------- | -------- | --------------- | ------------------ |
| Україна  | Андрій Хапков   | Л        | 19 липня 1988   | м. Кострома, Росія |
| Україна  | Максим Дуве     | Л        | 18 лютого 2000  | м. Київ, Україна   |
| Росія    | Антоніо Романов | Л        | 27 грудня 2000  |                    |

| Захисники | Захисники            | Захисники | Захисники       | Захисники               |
| Країна    | Гравець              | Кидок     | Дата народження | Місце народження        |
| --------- | -------------------- | --------- | --------------- | ----------------------- |
| Росія     | Данило Четіркін      | П         | 26 січня 1999   | м. Москва, Росія        |
| Україна   | Іван Сисак           | Л         | 20 січня 2001   | м. Галич, Україна       |
| Україна   | Кирило Фроленко      | Л         | 22 червня 1994  | м. Київ, Україна        |
| Україна   | Микита Борознюк      | Л         | 12 серпня 2003  |                         |
| Україна   | Владислав Приваліхін | Л         | 26 серпня 2000  | м. Дніпро, Україна      |
| Україна   | Руслан Лісін         | Л         | 15 грудня 1997  | м. Харків, Україна      |
| Україна   | Олександр Воронін    | Л         | 22 жовтня 1999  | м. Донецьк, Україна     |
| Україна   | Максим Курпіч        | Л         | 17 вересня 1996 |                         |
| Україна   | Ростислав Тонковід   | Л         | 15 січня 2000   | м. Біла Церква, Україна |

| Нападники | Нападники           | Нападники | Нападники         | Нападники            |
| Країна    | Гравець             | Кидок     | Дата народження   | Місце народження     |
| --------- | ------------------- | --------- | ----------------- | -------------------- |
| Білорусь  | Сергій Мікульчік    | Л         | 07 жовтня 1994    | Гродно, Білорусь     |
| Україна   | Ігор Боронило       | Л         | 28 квітня 1998    | м. Херсон, Україна   |
| Україна   | Дмитрий Колядинский | Л         | 29 листопада 1998 | м. Харків, Україна   |
| Швеція    | Антон Рудгорд       | Л         | 1 травня 1995     | м. Сантиберг, Швеція |
| Україна   | Микола Дворник      | Л         | 21 травня 1995    | м. Херсон, Україна   |
| Росія     | Микита Шабанов      | Л         | 20 березня 1999   | м. Москва, Росія     |
| Росія     | Олексій Овчинніков  | Л         | 10 листопада 1993 | м. Улан-Уде, Росія   |
| Україна   | Максим Курах        | П         | 22 листопада 2002 |                      |
| Україна   | Єгор Володимирський | Л         | 22 вересня 2002   |                      |
| Україна   | Антон Голуб         | П         | 27 березня 2001   |                      |
| Україна   | Дмитро Луценко      | П         | 8 жовтня 2000     |                      |
| Україна   | Тимофей Савицький   | Л         | 31 травня 2003    | м. Київ, Україна     |
| Україна   | Владислав Воробйов  | Л         | 3 березня 1993    | м. Київ, Україна     |
| Україна   | Ілля Чуйков         | Л         | 27 лютого 1998    | м. Подільськ, Росія  |
| Україна   | Андрій Удовіченко   | Л         | 10 березня 1993   | м. Київ, Україна     |

### Керівництво
- Президент — Андрій Хапков

### Тренерський склад
- Головний тренер - Борисенко Руслан Віталійович
- Тренер - Архипенко Ігор Миколайович
- Тренер воротарів - Хапков Андрій Володимирович